# Kristo Tohver
Kristo Tohver (Harjumaa, 11 juni 1981) is een Estisch voetbalscheidsrechter. Hij is in dienst van FIFA en UEFA sinds 2010. Ook leidt hij wedstrijden in de Meistriliiga.
Op 15 juli 2010 maakte Tohver zijn debuut in Europees verband tijdens een wedstrijd tussen Brøndby IF en FC Vaduz in de UEFA Cup; het eindigde in 3–0 voor Brøndby en Tohver gaf driemaal een gele kaart. Zijn eerste interland floot hij op 19 november 2008, toen Litouwen en Moldavië met 1–1 gelijkspeelden. Tijdens dit duel deelde Tohver drie gele kaarten uit.

## Interlands
| Datum             | Plaats                  | Wedstrijd                 | Uitslag | Competitie             | Kreeg geel | Kreeg voor de tweede keer geel en dus rood | Weggestuurd |
| ----------------- | ----------------------- | ------------------------- | ------- | ---------------------- | ---------- | ------------------------------------------ | ----------- |
| 19 november 2008  | Tallinn, Estland        | Litouwen – Moldavië       | 1 – 1   | Vriendschappelijk      | 3          | 0                                          | 0           |
| 10 augustus 2011  | Cardiff, Wales          | Wales – Australië         | 1 – 2   | Vriendschappelijk      | 1          | 0                                          | 1           |
| 7 september 2012  | Luxemburg, Luxemburg    | Luxemburg – Portugal      | 1 – 2   | WK 2014 kwalificatie   | 2          | 0                                          | 0           |
| 9 september 2014  | Zjodzina, Wit-Rusland   | Wit-Rusland – Montenegro  | 1 – 1   | Vriendschappelijk      | 4          | 0                                          | 0           |
| 31 mei 2014       | Liepāja, Letland        | Letland – Litouwen        | 1 – 0   | Vriendschappelijk      | 7          | 0                                          | 0           |
| 28 maart 2016     | Belfast, Noord-Ierland  | Noord-Ierland – Slovenië  | 1 – 0   | Vriendschappelijk      | 5          | 0                                          | 0           |
| 26 maart 2017     | Serravalle, San Marino  | San Marino – Tsjechië     | 0 – 6   | WK 2018 kwalificatie   | 4          | 0                                          | 0           |
| 5 juni 2018       | Vilnius, Litouwen       | Litouwen – Letland        | 1 – 1   | Vriendschappelijk      | 6          | 0                                          | 0           |
| 20 november 2018  | Belgrado, Servië        | Servië – Litouwen         | 4 – 1   | Nations League 2018/19 | 1          | 0                                          | 0           |
| 11 juni 2019      | Athene, Griekenland     | Griekenland – Armenië     | 2 – 3   | EK 2020 kwalificatie   | 7          | 0                                          | 0           |
| 14 november 2019  | Elbasan, Albanië        | Albanië – Andorra         | 2 – 2   | EK 2020 kwalificatie   | 5          | 0                                          | 0           |
| 14 oktober 2020   | Oslo, Noorwegen         | Noorwegen – Noord-Ierland | 1 – 0   | Nations League 2020/21 | 2          | 0                                          | 0           |
| 17 november 2020  | Ta' Qali, Malta         | Malta – Faeröer           | 1 – 1   | Nations League 2020/21 | 3          | 0                                          | 0           |
| 27 maart 2021     | Rijeka, Kroatië         | Kroatië – Cyprus          | 1 – 0   | WK 2022 kwalificatie   | 3          | 0                                          | 0           |
| 4 juni 2021       | Tórshavn, Faeröer       | Faeröer – IJsland         | 0 – 1   | Vriendschappelijk      | 4          | 0                                          | 0           |
| 1 september 2021  | Helsinki, Finland       | Finland – Wales           | 0 – 0   | Vriendschappelijk      | 2          | 0                                          | 0           |
| 4 september 2021  | Gibraltar               | Gibraltar – Turkije       | 0 – 3   | WK 2022 kwalificatie   | 3          | 0                                          | 0           |
| 1 juni 2022       | Attard, Malta           | Malta – Venezuela         | 0 – 1   | Vriendschappelijk      | 6          | 0                                          | 0           |
| 6 juni 2022       | Trnava, Slowakije       | Slowakije – Kazachstan    | 0 – 1   | Nations League 2022/23 | 10         | 0                                          | 0           |
| 27 september 2022 | Pristina, Kosovo        | Kosovo – Cyprus           | 5 – 1   | Nations League 2022/23 | 2          | 0                                          | 0           |
| 23 maart 2023     | Skopje, Noord-Macedonië | Noord-Macedonië – Malta   | 2 – 1   | EK 2024 kwalificatie   | 8          | 0                                          | 0           |
| 15 oktober 2023   | Boekarest, Roemenië     | Roemenië – Andorra        | 4 – 0   | EK 2024 kwalificatie   | 7          | 1                                          | 0           |
| 25 maart 2024     | Bakoe, Azerbeidzjan     | Azerbeidzjan – Bulgarije  | 1 – 1   | Vriendschappelijk      | 6          | 0                                          | 0           |
| 11 juni 2014      | Liepāja, Letland        | Letland – Faeröer         | 1 – 0   | Vriendschappelijk      | 1          | 0                                          | 0           |
| 8 september 2014  | Gibraltar               | Gibraltar – Liechtenstein | 2 – 2   | Nations League 2024/25 | 12         | 0                                          | 0           |

Laatst bijgewerkt op 18 september 2024.